# Discographie de Charlie Puth
La discographie de Charlie Puth, chanteur américain, comprend l'ensemble des disques et singles publiés durant sa carrière musicale.

## Albums studio
| Titre           | Détails | charts | charts |
| Titre           | Détails | US     | SWE    |
| --------------- | --- | ------ | ------ |
| Nine Track Mind | - Sortie : 29 janvier 2016- - Label: Artist Partner Group, Atlantic Records - Formats: téléchargement digital, CD | 6      | 24     |
| Voicenotes      | - Sortie : 11 mai 2018- - Label: Artist Partner Group, Atlantic Records - Formats: téléchargement digital, CD     | 4      | 18     |
| Charlie         | - Sortie: 7 octobre 2022 - Label: Atlantic - Formats: téléchargement digital, CD                                  |        |        |

## EPs
| Titre             | Détails                                                                                  | charts | charts  | charts |
| Titre             | Détails                                                                                  | US     | US Heat | DEN    |
| ----------------- | ---------------------------------------------------------------------------------------- | ------ | ------- | ------ |
| The Otto Tunes    | - Sortie : 10 décembre 2010- - Label: Indépendant - Formats: téléchargement digital      |        |         |        |
| Ego               | - Sortie : 23 octobre 2013- - Label: Indépendant - Formats: téléchargement digital       |        |         |        |
| Some Type of Love | - Sortie : 1er mai 2015- - Label: Artist Partner Group - Formats: téléchargement digital | 37     | 3       | 40     |
| Spotify Singles   | - Sortie : 1er mai 2015- - Label: Artist Partner Group - Formats: téléchargement digital |        |         |        |

## Singles
| Titre                                          | Année | charts | charts | charts | charts   | charts | charts | charts | charts | charts | charts | charts | charts | charts | charts | Certifications                                                                                     | Album                                       |
| Titre                                          | Année | US     | AUS    | AUT    | BEL (Vl) | CAN    | DEN    | FRA    | GER    | IRE    | ITA    | NZ     | SWE    | SWI    | UK     | Certifications                                                                                     | Album                                       |
| ---------------------------------------------- | ----- | ------ | ------ | ------ | -------- | ------ | ------ | ------ | ------ | ------ | ------ | ------ | ------ | ------ | ------ | -------------------------------------------------------------------------------------------------- | ------------------------------------------- |
| Marvin Gaye (featuring Meghan Trainor)         | 2015  | 21     | 4      | 3      | 12       | 32     | 28     | —      | 41     | 1      | —      | 1      | 29     | 2      | 1      | - ARIA : 2 × Platine - RMNZ : Platine - BPI : Or - RIAA : Platine - FIMI : Platine - IFPI DEN : Or | Some Type of Love & Nine Track Mind         |
| Nothing but Trouble (with Lil Wayne)           | 2015  | 86     | —      | —      | —        | —      | —      | —      | —      | —      | —      | —      | —      | —      | —      | —                                                                                                  | 808 Soundtrack                              |
| One Call Away                                  | 2015  | 12     | —      | —      | —        | —      | —      | —      | —      | —      | —      | 3      | —      | —      | 69     | — - RMNZ: Platine                                                                                  | Nine Track Mind                             |
| We Don't Talk Anymore (featuring Selena Gomez) | 2016  | 9      | 10     | —      | 36       | 11     | 13     | —      | 52     | 11     | —      | 8      | 13     | 18     | 14     | —                                                                                                  | Nine Track Mind                             |
| Dangerously                                    | 2016  | —      | —      | —      | —        | —      | —      | 169    | —      | —      | —      | —      | —      | —      | —      | —                                                                                                  | Nine Track Mind                             |
| Attention                                      | 2017  | 5      | 10     | 16     | 25       | —      | 12     | 5      | 9      | —      | 10     | 6      | 20     | 6      | —      | - FIMI : Platine - RMNZ : Or - SNEP : Or                                                           | Voicenotes                                  |
| How Long                                       | 2017  | 34     | 17     | —      | 19       | 24     | 45     | —      | 42     | 18     | 39     | 17     | 44     | 20     | 9      | | Voicenotes                                  |
| Done For Me (featuring Kehlani)                | 2018  | 53     | 97     | —      | —        | 65     | —      | 25     | 100    | 75     | 87     | —      | —      | 55     | 45     | | Voicenotes                                  |
| The Way I Am                                   | 2018  | 61     | —      | —      | —        | —      | —      | —      | —      | —      | —      | —      | —      | —      | —      | | Voicenotes                                  |
| Mother                                         | 2019  |        |        |        |          |        |        |        |        |        |        |        |        |        |        | | Non-album singles                           |
| Cheating on You                                | 2019  |        |        |        |          |        |        |        |        |        |        |        |        |        |        | | Non-album singles                           |
| Girlfriend                                     | 2020  |        |        |        |          |        |        |        |        |        |        |        |        |        |        | | Non-album singles                           |
| Hard on Yourself (featuring Blackbear)         | 2020  |        |        |        |          |        |        |        |        |        |        |        |        |        |        | | Non-album singles                           |
| Free                                           | 2020  |        |        |        |          |        |        |        |        |        |        |        |        |        |        | | The One and Only Ivan (Original Soundtrack) |
| Light Switch                                   | 2021  |        |        |        |          |        |        |        |        |        |        |        |        |        |        | | Charlie                                     |
| That's Hilarious                               | 2022  |        |        |        |          |        |        |        |        |        |        |        |        |        |        | | Charlie                                     |
| Left and Right                                 | 2022  |        |        |        |          |        |        |        |        |        |        |        |        |        |        | | Charlie                                     |
| Loser                                          | 2022  |        |        |        |          |        |        |        |        |        |        |        |        |        |        | | Charlie                                     |
| "—" Classement non connu.                      |       |        |        |        |          |        |        |        |        |        |        |        |        |        |        | |                                             |

### En featuring
| Titre                                   | Année | charts | charts | charts | charts   | charts | charts | charts | charts | charts | charts | charts | charts | Certifications | Album        |
| Titre                                   | Année | US     | AUS    | AUT    | BEL (Vl) | CAN    | DEN    | GER    | IRE    | NZ     | SWE    | SWI    | UK     | Certifications | Album        |
| --------------------------------------- | ----- | ------ | ------ | ------ | -------- | ------ | ------ | ------ | ------ | ------ | ------ | ------ | ------ | --- | ------------ |
| "See You Again" (featuring Wiz Khalifa) | 2015  | 1      | 1      | 1      | 1        | 1      | 1      | 1      | 1      | 1      | 1      | 1      | 1      | - RIAA : 4 × Platine - ARIA: 5 × Platine - BVMI : Platine - FIMI : 4 × Platine - IFPI DEN: 2 × Platine - IFPI SWE: 3 × Platine - IFPI SWI: 2 × Platine - MC: 3 × Platine - RMNZ: 3 × Platine - BPI : Platine | Furious 7 BO |